# Endothia fluens
Endothia fluens är en svampart som först beskrevs av James Sowerby, och fick sitt nu gällande namn av Shear & N.E. Stevens 1917. Endothia fluens ingår i släktet Endothia och familjen Cryphonectriaceae.   Inga underarter finns listade i Catalogue of Life.